# Langfjorden (Alta)
 For alternative betydninger, se Langfjorden. (Se også artikler, som begynder med Langfjorden)
Langfjorden (nordsamisk: Lákkovuotna) er en fjordarm af Altafjorden i Alta kommune i Troms og Finnmark fylke  i nord Nordnorge. Fjorden har indløb fra Altafjorden mellem Ytternes i nord og bygden Isnestoften i syd og går 31 kilometer mod sydvest til Langfjordbotn.
På nordsiden i den ydre del af fjorden ligger de to dybe vige Ytterkoven og Innerkoven. På den modsatte side af fjorden ved  Innerkoven ligger bygden Storsandnes. Rivarbukt er en bygd på nordsiden af fjorden et stykke længere inde og endnu længere inde ligger bygden Tappeluft. Inderst i fjorden ligger bygderne Langfjordbotn og Bognelv. 
Europavej E6 går langs hele sydsiden af fjorden, mens fylkesvej 882 går langs nordsiden ud til Tappeluft.